# Reloj analemático

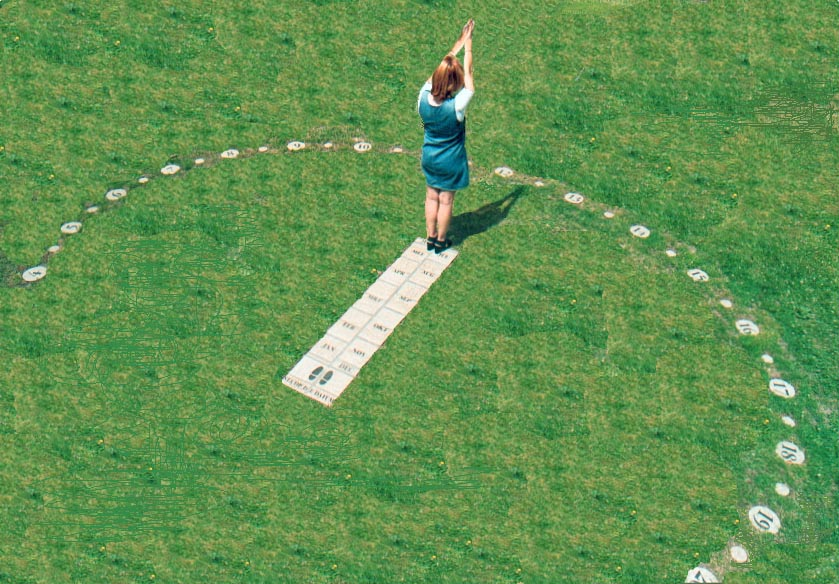
El reloj analemático suele encontrarse en las zonas ajardinadas de los parques y museos de la ciencia, generalmente el visitante con su propia sombra indica las horas en la escala.

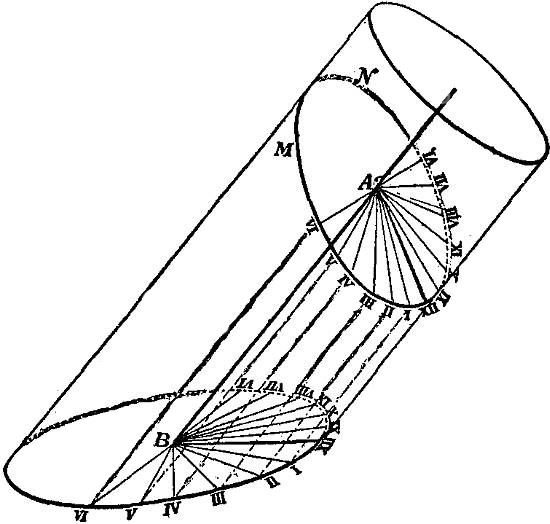
Fundamento de la escala horaria de los relojes analemáticos al hacer una proyección ortonormal sobre el plano del horizonte.

El reloj analemático es un tipo de reloj solar . Suele estar diseñado en una superficie horizontal y la escala horaria se ubica en el perímetro de una elipse. Este reloj, diseñado por primera vez en el siglo XVII, se diferencia de los habituales en que no emplea la proyección gnomónica. El trazado de este tipo de relojes se fundamenta en la proyección ortográfica de los círculos de la esfera celeste.  Poseen como característica que el gnomon vertical debe ajustarse a la fecha de lectura. 
La denominación analema en la denominación de este reloj es origen de confusión hoy en día con el analema celeste y resulta ciertamente problemático. El reloj de este tipo posee diversos usos fuera de la medida del tiempo, siendo un instrumento capaz de proporcionar orientación. 

## Historia
Con el advenimiento de los estudios realizados en cartografía y en la mejora realizada sobre el estudio geométrico de las proyecciones cartográficas proporciona nuevas ideas a la gnomónica. En 1640 el geómetra francés Vaulezard publica un artículo de un reloj que tiene las horas indicadas en circunferencias y elipses, introduciendo así la teoría de la anamorfosis en la gnomónica. El reloj más antiguo analemático se encuentra en una iglesia de Brou en Bourg-en-Bresse  cerca de Lion. Tras su invención este tipo de relojes fue transformado en piezas de precisión.:
El desarrollo teórico de este tipo de relojes proporcionó una familia denominada relojes solares proyectivos, dichos relojes emplean las variantes de  la proyección azimutal, como es el caso de la de Lambert. Estos desarrollos fueron realizados por Samuel Foster (Elliptical or Azimuthal Horologiography) y Joseph Lalande.

## Características
La idea teórica fundamental tras este tipo de relojes es la proyección ortográfica de los puntos celestes notables ya empleados tradicionalmente en la gnomónica. Suele diseñarse en la mayoría de los casos en superficies horizontales y suele tener las horas marcadas en una escala de puntos ubicada en el perímetro de una elipse. Siendo, además el gnomon vertical y se desplaza a lo largo de una escala de meses ubicada en el eje menor de la elipse. El gnomon se ajusta a la fecha de observación, indicada en una escala. La intersección de la sombra del gnomon sobre la escala horaria de la elipse indicará la hora solar. Es frecuente que este reloj se encuentre dibujado en un suelo, y el observador colocado en la escala de meses proporcione la sombra de medida con su propio cuerpo.

## Reloj analemático horizontal

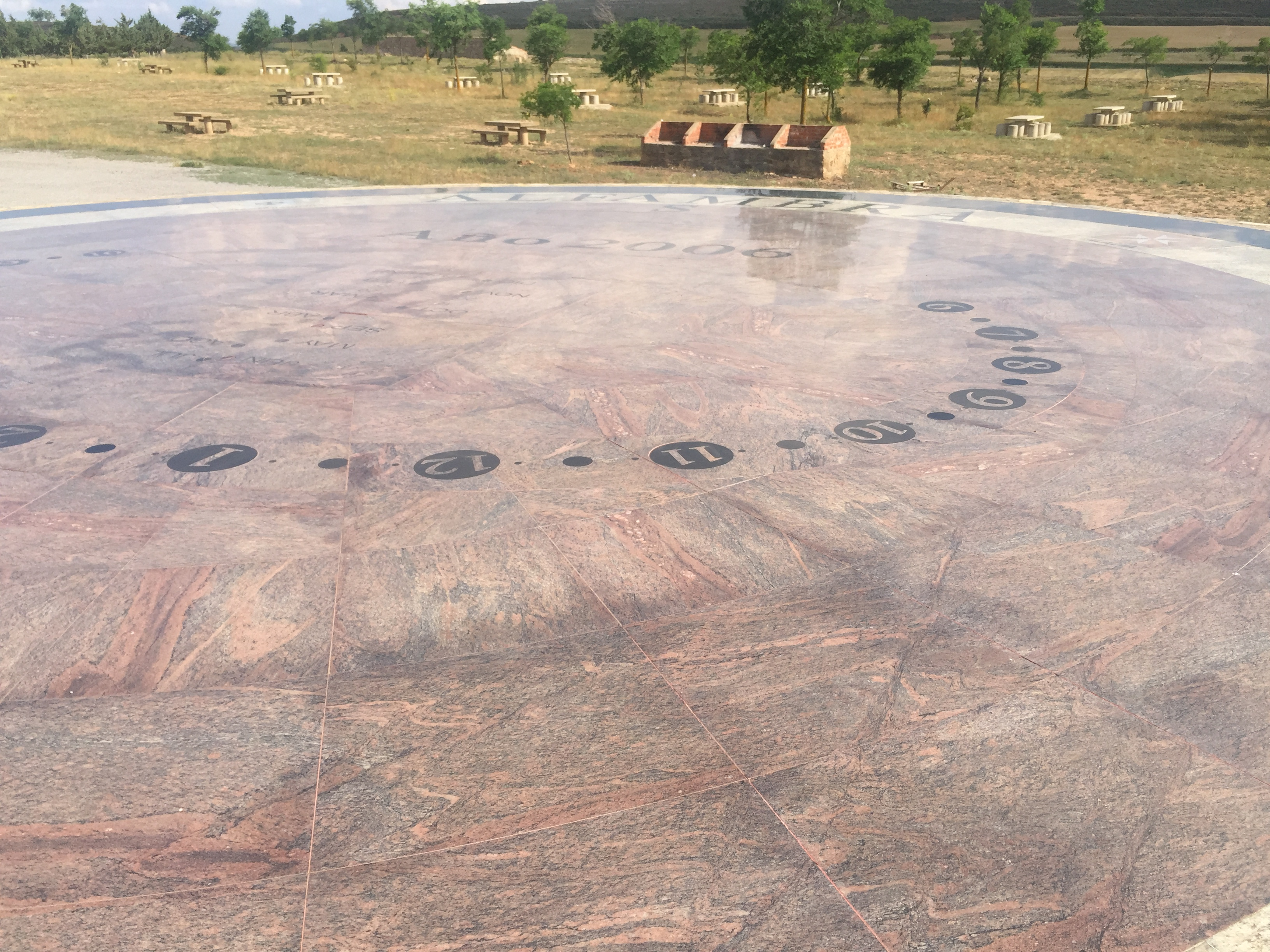
Reloj Analemático de Alfambra (Teruel)

El reloj se compone de dos escalas, una escala horaria y otra de fechas. El reloj se traza sobre una sección cónica denominada elipse (denominada elipse horaria por ser la curva que contiene la escala horaria), esta elipse se determina mediante su eje mayor y menor. El eje mayor se traza sobre el eje Este-Oeste y el menor sobre el meridiano (eje Norte-Sur).

### Construcción de la escala horaria
La proyección ortogonal de la curva horaria es sobre el horizonte del lugar es una elipse.  Los puntos contenidos de la curva horaria forman un cilindro de eje la rotación terrestre, dicho cilindro interseca sobre el horizonte formando una elipse.  Suponiendo que {\displaystyle \varphi } es la latitud del lugar donde se va a construir el reloj y que el eje mayor de la elipse se indica mediante a' se tiene que el eje menor de dicha cónica será:
{\displaystyle b=a\operatorname {sen} \varphi }
Es decir que, por ejemplo, un reloj de sol analemático construido para la Puerta del Sol  de Madrid ubicada a  40° 25' 0.60"  de latitud (es decir 40.416833° grados)  con un eje mayor previsto de 10 metros necesitaría de un eje menor de 6.48 metros. Con esta fórmula sabremos la dimensión y área del reloj. Se elige el valor de a, de tal forma que una persona de estatura mediana pueda proporcionar sombra sobre la escala a cualquier época del año.  
Siendo t las horas solares indicadas desde el mediodía, es decir que t=1 es la primera hora de la tarde, t=2 la segunda, y así sucesivamente. Se tiene que las horas forman con el eje mayor un ángulo denominado {\displaystyle \theta } de tal forma que se detallan los puntos horarios sobre la elipse siguiendo la fórmula:
{\displaystyle \tan \theta ={\frac {\tan(15^{\circ }\times t)}{\operatorname {sen} \phi }}}

### Escala de fechas
La escala de fechas es realmente una conversión de la declinación solar con los diversos días del año, es frecuente que se distribuya por meses, o que se distribuyan en una escala zodiacal. Si  {\displaystyle \phi } es la latitud del lugar donde se va a construir el reloj, se tendrá que para una declinación solar existe un Z donde debe ubicarse el gnomon, tal que:  
{\displaystyle Z=\tan \delta \cos \phi }
De tal forma que los extremos de la declinación solar se encuentran a ambos extremos: ±23.5° de la oblicuidad de la eclíptica (es decir en ambos solsticios). El cero de la escala coincide con los dos días equinociales. Esta escala se ubica centrada en el eje menor de la elipse y es el lugar donde se ubica verticalmente el gnomon u objeto alargado que proporcione la sombra.

## Usos
Uno de los usos más difundidos es el de proporcionar el tiempo solar. No obstante puede emplearse como dispositivo similar a una brújula si se combina con un reloj solar. En este caso un reloj solar stiloaxial se monta en una misma superficie junto con un reloj analemático. Si se gira en azimut la superficie hasta que ambos relojes solares proporcionen la misma hora, en este caso se sabe la dirección norte-sur, siendo posible establecer una dirección.